# Моногенізм
Моногенізм (грецьк. monos + genos - рід, походження) — антропологічне вчення, за яким усі сучасні раси походять від спільних предків і є кровно спорідненими.
Основні положення моногенізму виклав англійський учений Джеймс Прічард у своїх п'ятитомних «Дослідженнях» (1836—1851). Він вказав, що людські раси за своїми фізичними й фізіологічними ознаками варіюють не більше, ніж породи тварин у межах одного виду. Люди, незалежно від кольору шкіри, слабують на однакові хвороби. При змішані раси дають цілком життєздатне й плодюче потомство.
На позиціях моногенізму стоїть більшість сучасних вчених. Є невід'ємною частиною ранніх концепцій етнології. 